# Мале Кривинське
Мале Кри́винське (рос. Малое Кривинское) — присілок у складі Макушинського округу Курганської області, Росія. 
Населення — 33 особи (2010, 64 у 2002).
Національний склад станом на 2002 рік:
- росіяни — 95 %